# Sint-Petruskerk (Borlo)
De Sint-Petruskerk is een kerkgebouw in Borlo in de Belgische gemeente Gingelom in de provincie Limburg. De kerk ligt op een kerkheuvel aan de Thewitstraat (N755) en aan de Bergstraat en wordt omgeven door een kerkhof en een hoge bakstenen keermuur. Ze is bereikbaar via een aan de noordoostzijde gelegen monumentale toegangstrap.
De kerk is de parochiekerk van het dorp en is gewijd aan Sint-Petrus.

## Opbouw
Het neoclassicistische gebouw bestaat uit een deels ingebouwde westtoren, een driebeukig schip, een dwarsbeuk en een koor.
Het gebouw heeft rondboogvensters met een kalkstenen omlijsting voorzien van negblokken en een sluitsteen. In de westgevel bevinden zich een rondboogportaal met kalkstenen omlijsting en drie nissen met beelden. In iedere gevel van de toren bevindt zich een rondboogvormig galmgat. De toren is voorzien van een ingesnoerde naaldspits.

## Geschiedenis
In de eerste helft van de 19e eeuw werd de kerk gebouwd.
In 1910 werd het koor bijgebouwd naar het ontwerp van de architecten H. Martens en V. Lenertz.